# Djurgårdens Idrottsförening Fotboll 2019
Questa voce raccoglie le informazioni riguardanti il Djurgårdens Idrottsförening Fotboll, meglio conosciuto come Djurgårdens IF o semplicemente Djurgården, nelle competizioni ufficiali della stagione 2019.

## Maglie e sponsor
Rispetto all'anno precedente non cambia né lo sponsor tecnico, Adidas, né il main sponsor, Prioritet Finans. Rimane inalterata anche la prima divisa, mentre la seconda maglia è sempre bianca ma con alcune sottili righe verticali scure.
| Casa | Trasferta |

## Rosa
| N. |                                 | Ruolo | Calciatore                  |
| -- | ------------------------------- | ----- | --------------------------- |
| 3  | Svezia (bandiera)               | D     | Marcus Danielson (capitano) |
| 4  | Svezia (bandiera)               | D     | Jacob Une Larsson           |
| 5  | Svezia (bandiera)               | D     | Elliot Käck                 |
| 6  | Svezia (bandiera)               | C     | Jesper Karlström            |
| 7  | Svezia (bandiera)               | C     | Dženis Kozica               |
| 8  | Svezia (bandiera)               | C     | Kevin Walker                |
| 9  | Bosnia ed Erzegovina (bandiera) | C     | Haris Radetinac             |
| 10 | Albania (bandiera)              | C     | Astrit Ajdarević            |
| 11 | Svezia (bandiera)               | C     | Jonathan Ring               |
| 12 | Norvegia (bandiera)             | P     | Per Kristian Bråtveit       |
| 15 | Svezia (bandiera)               | D     | Jonathan Augustinsson       |

| N. |                         | Ruolo | Calciatore           |
| -- | ----------------------- | ----- | -------------------- |
| 16 | Norvegia (bandiera)     | D     | Aslak Fonn Witry     |
| 17 | Svezia (bandiera)       | C     | Hampus Finndell      |
| 18 | Zambia (bandiera)       | C     | Edward Chilufya      |
| 19 | Svezia (bandiera)       | C     | Nicklas Bärkroth     |
| 20 | Svezia (bandiera)       | A     | Emir Kujović         |
| 21 | Svezia (bandiera)       | D     | Erik Berg            |
| 22 | Svezia (bandiera)       | A     | Adam Bergmark Wiberg |
| 23 | Norvegia (bandiera)     | C     | Fredrik Ulvestad     |
| 24 | Inghilterra (bandiera)  | C     | Curtis Edwards       |
| 30 | Svezia (bandiera)       | P     | Tommi Vaiho          |
| 77 | Sierra Leone (bandiera) | A     | Mohamed Buya Turay   |

## Risultati

### Allsvenskan

#### Girone di andata
| Arbitro: | Bojan Pandžić |

|                           |           |                           |
| Walker 10’ Buya Turay 16’ | Marcatori | 30’ Hallenius 56’ Eddahri |

| Arbitro: | Glenn Nyberg |

|  |           |                                    |
|  | Marcatori | 27’ Witry 70’ Buya Turay 90’ Witry |

| Arbitro: | Andreas Ekberg |

|                             |           |            |
| Ulvestad 50’ Buya Turay 88’ | Marcatori | 82’ Nygren |

| Arbitro: | Bojan Pandžić |

|  |           |          |
|  | Marcatori | 51’ Berg |

| Arbitro: | Mohammed Al-Hakim |

|            |           |            |
| Berg 90+1’ | Marcatori | 40’ Skrabb |

| Arbitro: | Andreas Ekberg |

|                            |           |                |
| Đurđić 19’ Kjartansson 38’ | Marcatori | 29’ Buya Turay |

| Arbitro: | Stefan Johannesson |

|             |           |               |
| Jönsson 61’ | Marcatori | 7’ Buya Turay |

| Arbitro: | Bojan Pandžić |

|  |           |                                 |
|  | Marcatori | 51’ Elyounoussi 63’ Elyounoussi |

| Arbitro: | Patrik Eriksson |

|  |           |                                                |
|  | Marcatori | 21’ Ring 24’ (aut.) C. Johansson 38’ Radetinac |

| Arbitro: | Glenn Nyberg |

|                                 |           |  |
| Ulvestad 4’ Ulvestad 44’ (rig.) | Marcatori |  |

| Arbitro: | Victor Wolf |

|                                     |           |           |
| Ring 41’ Une Larsson 45+3’ Ring 71’ | Marcatori | 19’ Tekie |

| Arbitro: | Patrik Eriksson |

|  |           |                       |
|  | Marcatori | 17’ Ring 88’ Bärkroth |

| Arbitro: | Martin Strömbergsson |

|                              |           |  |
| Danielson 87’ Buya Turay 90’ | Marcatori |  |

| Arbitro: | Stefan Johannesson |

|             |           |                |
| Nnamani 50’ | Marcatori | 48’ Buya Turay |

| Arbitro: | Kristoffer Karlsson |

|               |           |            |
| Karlström 68’ | Marcatori | 57’ Molins |

#### Girone di ritorno
| Arbitro: | Bojan Pandžić |

|  |           |               |
|  | Marcatori | 81’ Danielson |

| Arbitro: | Andreas Ekberg |

|                                |           |  |
| Une Larsson 80’ Chilufya 90+2’ | Marcatori |  |

| Arbitro: | Mohammed Al-Hakim |

|  |           |            |
|  | Marcatori | 50’ Walker |

| Arbitro: | Kaspar Sjöberg |

|                                                 |           |  |
| Edwards 6’ Buya Turay 21’ Ring 35’ Ulvestad 90’ | Marcatori |  |

| Arbitro: | Mohammed Al-Hakim |

|                                          |           |  |
| Buya Turay 3’ Danielson 17’ Bärkroth 69’ | Marcatori |  |

| Arbitro: | Glenn Nyberg |

|  |           |                |
|  | Marcatori | 60’ Buya Turay |

| Arbitro: | Andreas Ekberg |

|                    |           |  |
| Larsson 23’ (rig.) | Marcatori |  |

| Arbitro: | Stefan Johannesson |

|                         |           |  |
| Kujović 72’ Kujović 79’ | Marcatori |  |

| Arbitro: | Patrik Eriksson |

|             |           |                                        |
| Eddahri 13’ | Marcatori | 9’ Ring 21’ Witry 30’ Kujović 63’ Ring |

| Arbitro: | Kaspar Sjöberg |

|                |           |  |
| Buya Turay 54’ | Marcatori |  |

| Arbitro: | Glenn Nyberg |

|            |           |                              |
| Kadiri 28’ | Marcatori | 45+3’ Bärkroth 76’ Danielson |

| Arbitro: | Kristoffer Karlsson |

|                |           |                           |
| Buya Turay 74’ | Marcatori | 53’ Đurđić 56’ Kačaniklić |

| Arbitro: | Kristoffer Karlsson |

|  |           |                |
|  | Marcatori | 70’ Buya Turay |

| Arbitro: | Stefan Johannesson |

|                                               |           |  |
| Ulvestad 3’ (rig.) Buya Turay 63’ Kujović 89’ | Marcatori |  |

| Arbitro: | Glenn Nyberg |

|                               |           |                              |
| Lauritsen 8’ Hakšabanović 14’ | Marcatori | 50’ Karlström 65’ Buya Turay |

### Svenska Cupen 2018-2019

#### Gruppo 7
| Arbitro: | Glenn Nyberg |

|                      |           |               |
| Walker 35’ Witry 50’ | Marcatori | 59’ Frithzell |

| Arbitro: | Kaspar Sjöberg |

|  |           |                                             |
|  | Marcatori | 16’ Une Larsson 35’ Danielson 88’ Andersson |

| Arbitro: | Kristoffer Karlsson |

|                                          |           |                              |
| Karlström 47’ Radetinac 54’ Kozica 90+1’ | Marcatori | 12’ (aut.) Witry 56’ Cibicki |

#### Fase finale
| Arbitro: | Glenn Nyberg |

|                                           |                      |                                 |
| Walker Danielson Ulvestad Karlström Witry | Tiri di rigore 4 – 2 | Andersen Fenger Đurđić Tanković |

| Arbitro: | Glenn Nyberg |

|                                     |           |                                        |
| Danielson 13’ (rig.) Buya Turay 38’ | Marcatori | 34’ Mohammed 60’ Jeremejeff 109’ Çelik |

### Svenska Cupen 2019-2020
| Arbitro: | Victor Wolf |

|               |           |                            |
| Lindqvist 85’ | Marcatori | 5’ Radetinac 8’ Pettersson |